# Bodilis
Bodilis [bodilis] est une commune française, située dans le pays de Léon qui correspond au nord du département du Finistère (en région Bretagne).

## Géographie

### Localisation et communes limitrophes

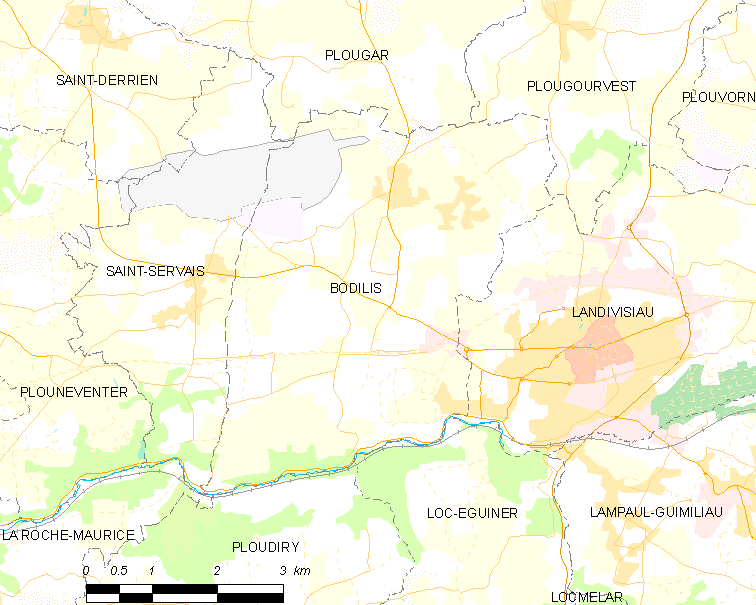
Carte de la commune de Bodilis.

La commune, qui faisait partie traditionnellement du pays de Léon, est située à environ 28 kilomètres au sud-ouest du centre de Morlaix et à  5 kilomètres au nord-ouest de la ville de Landivisiau.
Elle est proche du parc naturel régional d'Armorique.

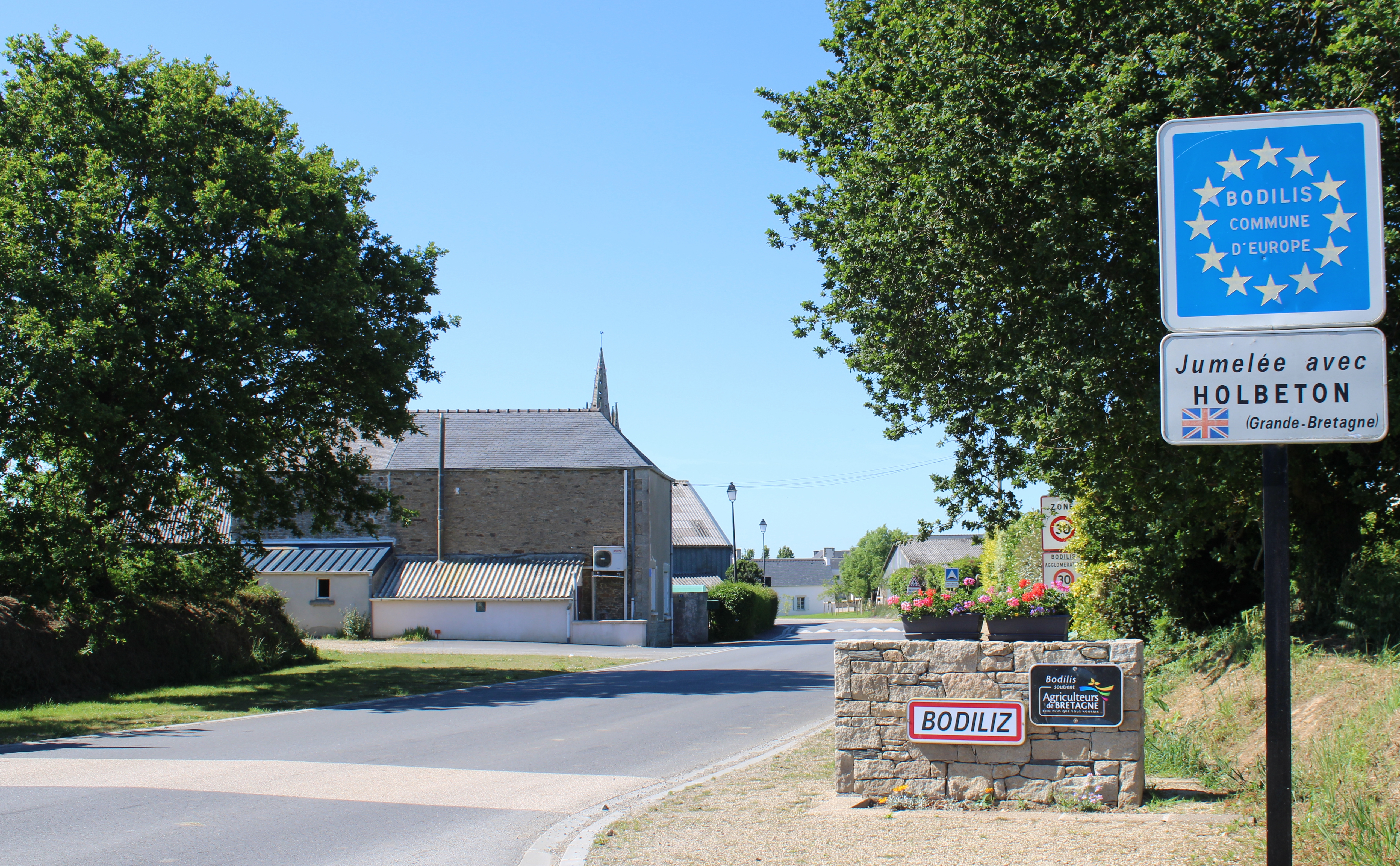
Entrée de la commune.

| Plougar       | Plougar     | Plougourvest |
| Saint-Servais | Bodilis     | Landivisiau  |
| Ploudiry      | Loc-Eguiner | Loc-Eguiner  |

### Relief
Le finage de la commune est limité au sud par la partie aval de la vallée du fleuve côtier Élorn (lequel coule entre 33 mètres à son entrée et 27 mètres à sa sortie du territoire communal) dont la vallée, dont les versants sont boisés (Bois du Quinquis notamment), est encaissée d'une bonne cinquantaine de mètres par apport au plateau du Léon qui occupe la majeure partie de la commune et est situé entre 80 mètres et 113 mètres d'altitude, le bourg de Bodilis étant situé au point le plus élevé de la commune.
La commune présente, ou plutôt présentait, un paysage rural traditionnel de bocage avec un habitat dispersé en de nombreux écarts formés de hameaux et fermes isolées ; le bourg est excentré dans la partie nord du finage communal. Quelques lotissements se sont créés récemment au sud du bourg, mais la construction est freinée par les nuisances liées à la proximité de la base aérienne de Landivisiau.
La commune est classée en zone de sismicité 2, correspondant à une sismicité faible.

### Transports
L'ancienne route nationale 12, désormais D 712, traversait l'extrême sud du territoire communal, son tracé sinueux empruntant la rive droite de la vallée de l'Élorn (par contre la voie ferrée allant de Paris à Brest, dont le tracé est sur la rive gauche traverse les communes de Loc-Eguiner et Ploudiry ; La commune n'est desservie par aucune gare, la plus proche étant celle de Landivisiau) ; la nouvelle route nationale 12, une voie express, traverse la partie sud de la commune (son tracé a été dessiné sur le plateau), la commune étant desservie principalement par l'échangeur de Landivisiau ouest, situé en fait sur le territoire de la commune de Bodilis, auquel les habitants accèdent en empruntant la route départementale no 30 qui traverse le bourg de Bodilis et se dirige en direction du nord vers Plouescat.

### Hydrographie
Pour un article plus général, voir Réseau hydrographique du Finistère.
La commune est située dans le bassin Loire-Bretagne. Elle est drainée par l'Élorn, la Flèche et divers autres petits cours d'eau,.
L'Élorn, d'une longueur de 56 km, prend sa source dans la commune de Sizun et se jette  dans la rade de Brest entre les communes de Plougastel-Daoulas et de Le Relecq-Kerhuon, après avoir traversé 14 communes. 
Le petit fleuve côtier la Flèche prend sa source dans l'extrême nord-ouest du territoire communal, à l'est-nord-est de la Base d'aéronautique navale de Landivisiau dont la partie orientale du terrain d'aviation se trouve dans la commune de Bodilis, même si l'essentiel de ses installations sont sur le territoire de la commune de Saint-Servais. D'une longueur de 23 km, il se jette  dans la Manche en limite de Tréflez et de Goulven, après avoir traversé dix communes. 
Quelques affluents de rive droite de l'Élorn ont eux-mêmes des vallées encaissées, du moins dans leur partie aval, notamment à l'est le ruisseau de Kerfeunteniou, dont le cours sert à deux reprises de limite communale avec Landivisiau, qui alimentait en eau par le passé plusieurs moulins (Kerfeunteniou, Kerriergars, ar Chastel notamment, ou encore celui de Creac'h Guial sur l'un de ses affluents), et juste avant sa confluence l'étang de Penguilly.

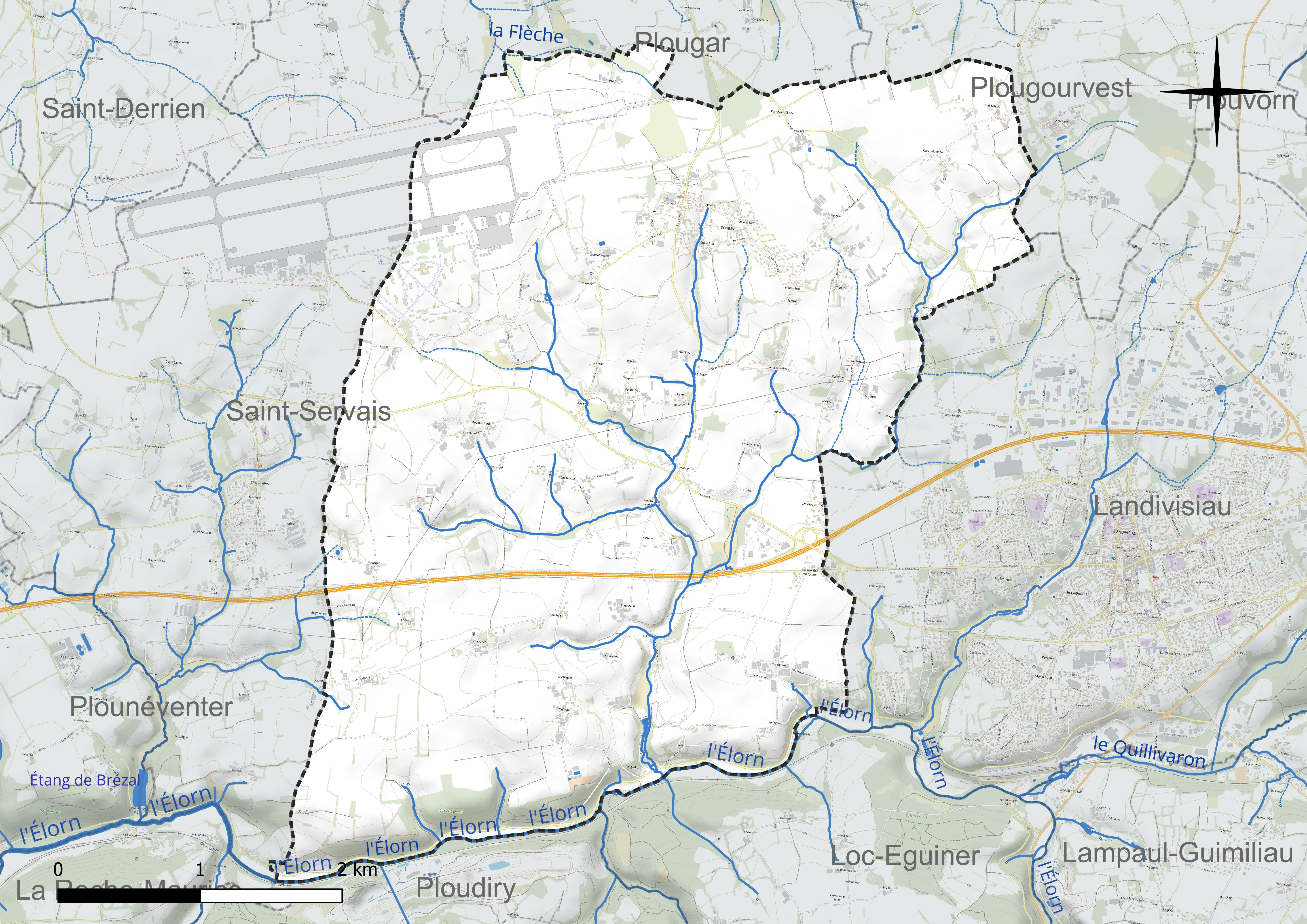
Réseau hydrographique de Bodilis.

### Climat
Pour des articles plus généraux, voir Climat de la Bretagne et Climat du Finistère.
En 2010, le climat de la commune est de type climat océanique franc, selon une étude du CNRS s'appuyant sur une série de données couvrant la période 1971-2000. En 2020, Météo-France publie une typologie des climats de la France métropolitaine dans laquelle la commune est exposée à un climat océanique et est dans la région climatique  Finistère nord, caractérisée par une pluviométrie élevée, des températures douces en hiver (6 °C), fraîches en été et des vents forts. Parallèlement l'observatoire de l'environnement en Bretagne publie en 2020 un zonage climatique de la région Bretagne, s'appuyant sur des données de Météo-France de 2009. La commune est, selon ce zonage, dans la zone « Monts d'Arrée », avec des hivers froids, peu de chaleurs et de fortes pluies.
Pour la période 1971-2000, la température annuelle moyenne est de 11,3 °C, avec  une amplitude thermique annuelle de 10,4 °C. Le cumul annuel moyen de précipitations est de 1 105 mm, avec 16,4 jours de précipitations en janvier et 8,4 jours en juillet. Pour la période 1991-2020, la température moyenne annuelle observée sur la station météorologique la plus proche, située sur la commune de Saint-Servais à 3 km à vol d'oiseau, est de 11,6 °C et le cumul annuel moyen de précipitations est de 1 160,4 mm,. Pour l'avenir, les paramètres climatiques de la commune estimés pour 2050 selon différents scénarios d'émission de gaz à effet de serre sont consultables sur un site dédié publié par Météo-France en novembre 2022.

## Urbanisme

### Typologie
Au 1er janvier 2024, Bodilis est catégorisée commune rurale à habitat dispersé, selon la nouvelle grille communale de densité à 7 niveaux définie par l'Insee en 2022.
Elle est située hors unité urbaine. Par ailleurs la commune fait partie de l'aire d'attraction de Landivisiau, dont elle est une commune de la couronne,. Cette aire, qui regroupe 12 communes, est catégorisée dans les aires de moins de 50 000 habitants,.

### Occupation des sols
L'occupation des sols de la commune, telle qu'elle ressort de la base de données européenne d'occupation biophysique des sols Corine Land Cover (CLC), est marquée par l'importance des territoires agricoles (85,2 % en 2018), en diminution par rapport à 1990 (86,4 %). La répartition détaillée en 2018 est la suivante : 
terres arables (46,3 %), zones agricoles hétérogènes (31,3 %), prairies (7,6 %), zones industrielles ou commerciales et réseaux de communication (6,1 %), zones urbanisées (4,1 %), forêts (2,6 %), espaces verts artificialisés, non agricoles (1,9 %), mines, décharges et chantiers (0,1 %). L'évolution de l'occupation des sols de la commune et de ses infrastructures peut être observée sur les différentes représentations cartographiques du territoire : la carte de Cassini (XVIIIe siècle), la carte d'état-major (1820-1866) et les cartes ou photos aériennes de l'IGN pour la période actuelle (1950 à aujourd'hui).

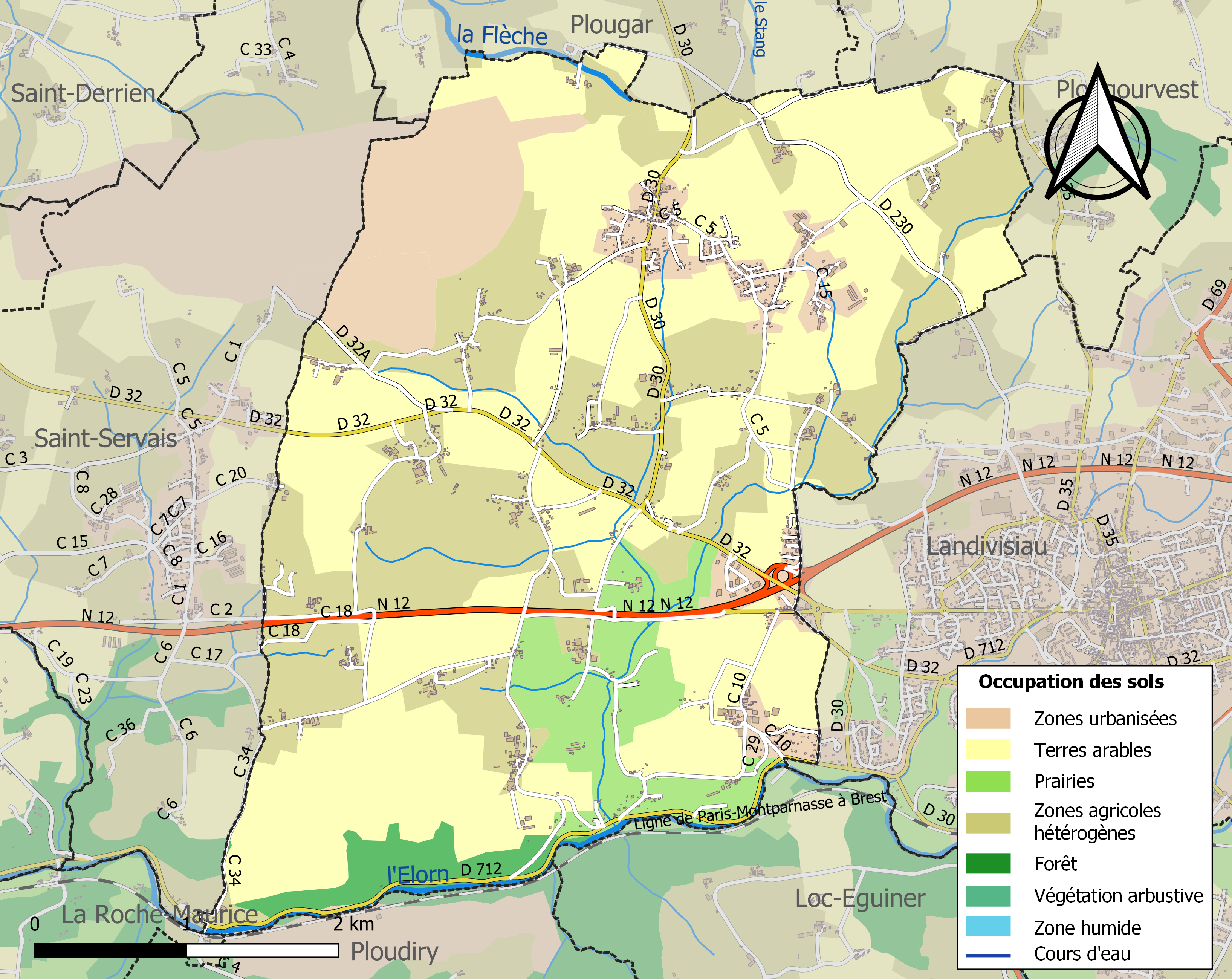
Carte des infrastructures et de l'occupation des sols de la commune en 2018 (CLC).

### Logement
En 2014, le nombre total de logements dans la commune était de 600 (dont 96,5 % de maisons et 3,4 % d'appartements).
Parmi ces logements, 91,7 %  étaient des résidences principales, 2,5 % des résidences secondaires et 5,8 % des logements vacants.
La part des ménages propriétaires de leur résidence principale s'élevait à 81,6 %.

## Toponymie
La trève est aussi dénommée Treff de Bodilis en 1486, Notre Dame de Botilys en 1647, Notre Dame de Botylis au XVIIe siècle.
Du breton bret. bod « demeure », et ilis « église » ; « demeure près de l'église ».Bot an iliz, « la demeure près de l'église », (presbytére), s'est transformé en Bodiliz en breton au fil des siècles avec la disparition de l'article défini.

## Histoire

### Préhistoire et Antiquité
Des tumuli en grande partie arasés, notamment au Spernen (à la limite de Plougar et Plougourvest) témoigent d'une occupation humaine à l'âge du fer
Une voie romaine partant de Saint-Servais pour rejoindre Morlaix passait par le nord du bourg actuel ; elle rejoignait celle allant de Vorgium à l'Aber-Wrach.

### Moyen Âge
Une motte castrale datant du haut Moyen Âge existe à Lessougar.
Une foire, ancêtre des foires de Landivisiau, fut créée en 1429, autorisée par le duc Jean V à la demande d'Olivier de Kerozéré [Kerouzéré], en pleine campagne à Coatsabiec, dont il était le seigneur (alors en Plougourvest, désormais en Bodilis), aux alentours de la chapelle Saint-Mathieu, ancien prieuré de l'abbaye Saint-Mathieu de Fine-Terre. « Il y a lieu convenable et proufitable à y faire tenir foire une foez len au jouret vigille de Saint Mahé auquel jour et lieu il y a congregacion et assemblée de gens (l'orthographe de l'époque a été respectée) ». Ne trouvant pas à se loger dans les environs, les marchands passaient la nuit sur place, brûlant du bois pour se réchauffer.
Les seigneuries existantes connues étaient celles de Lambezre, de l'Estang et de Creachcaribot, les principales familles nobles étant les De L'Estang, Du Dourguy, Boiséon de Kergorlay.

### Époque moderne
Bodilis était alors une simple trève de la paroisse de Plougar, qui aurait son origine dans l'ancien monastère de Mouster-Paul, fondé par saint Paul Aurélien. Albert Le Grand, cité en 1647 par le Père Cyrille Le Pennec, décrit en ces termes Bodilis au XVIIe siècle :

« Dans Plouégar se voit de bien loin l'église tréviale de N.-D. de Botylis ; elle est magnifiquement construite sur une colline assez éminente et a esté ces dernières années merveilleusement embellye, selon la direction de noble et vénérable personne Claude missire de Kermenou, recteur de la susdite paroisse. Le concours et l'affluence du peuple qui la fréquente aux sollenitez de la Sainte-Vierge est très remarquable et dénote que ce dévôt lieu est parmy les Léonnais en singulière vénération et respect. (l'orthographe de l'époque a été respectée) »

Vers 1660, il y avait, sans compter les diacres et les sous-diacres, 13 prêtres dans la paroisse de Bodilis, ce qui s'explique par le grand nombre des chapellenies qu'il fallait desservir : elles étaient neuf en 1691 : Saint-Jean-Baptiste, de l'Étang, de Lambezre, de Yves Person (prêtre), de Yves Rannou, de Jean Rannou, de Yves Abgrall, de Catherine Madec, de Jean Berregar (prêtre) et de Pont-Arzullier. La trève de Bodilis était alors divisée en six cordelées : le bourg, Mouster-Paul, Coat-Sabiec, Ninivit, Le Plessix (ou Quinquis) et Lambezre. Une école des filles est attestée à Bodilis en 1698.
Jean Bérégard, recteur de Bodilis entre 1697 et 1704, a répertorié dans une sorte de livre de raison relié à même la couverture de son missel, les obligations religieuses des 130 familles de la paroisse, le montant des « cueillettes » [recettes] de la fabrique, l'état des offrandes, des testaments, répartis en deux cahiers, celui des riches et celui des pauvres ! La confrérie du Rosaire, pour qu'il améliore son ordinaire lui laissait « manœuvrer » [travailler] le tiers du clos "Parc Mesper", ce qui lui permettait de cultiver quelques journaux de terre en légumes et en « bleds », qui lui rapportaient moins de cinq livres par an. Ce prêtre prêchait en breton en traduisant ce qu'il avait d'abord écrit en français.
Selon les archives de Bodilis, le maître-autel de l'église Notre-Dame aurait été exécuté en 1700 ou 1701 par L'Érel, maître-sculpteur à Landivisiau et un marché est passé le 30 juillet 1705 avec maître Clérent, « maître peintre et doreur de la ville de Saint-Paul [Saint-Pol-de-Léon] » et M. Fourguelen, « aussy maistre-peintre et doreur, demeurant en la ville de Landerneau » pour « étoffer [peindre et dorer] le maître-autel et toutes les boiseries, niches et statues du sanctuaire ». Bodilis s'enrichit à cette époque en raison de l'essor de l'artisanat de la toile (crées du Léon), cultivant et transformant le lin et le chanvre, la paroisse tirant aussi ses revenus de produits tels que le cuir et le miel.
Au XVIIIe siècle, l'épiscopat fit combler la fontaine de Mouster-Paul en Bodilis car elle était un lieu où survivaient des pratiques religieuses pré-chrétiennes.
Le 22 septembre 1768 Jour de la foire Saint-Matthieu dans le hameau de Coatsabec, alors en Plougourvest (désormais en Bodilis), la foule tue un exempt, le Sieur LE ROUX "prévot de la Brigade de Landerneau" "tué par les paysans venus à la foire de St Mathieu à Bodilis" et blesse deux gendarmes qui voulaient arrêter un mendiant.En appel, il y aura 1 condamnation à mort et 5 aux galères.
En 1770, Guiclan est la paroisse la plus riche du Haut-Léon central : les habitants paient en tout 2590 livres de capitation (pour 3 100 habitants), devançant Plouvorn : 2 524 livres (pour 3 600 habitants), Landivisiau : 1 564 livres (pour 2 400 habitants) et Bodilis : 1 208 livres (pour 2 000 habitants).

### Révolution française
Jean Pencreach fut le délégué représentant la trève de Bodilis à l'assemblée du tiers-état de la sénéchaussée de Lesneven le 1er avril 1789 afin d'élire les députés représentant cette sénéchaussée aux États généraux de 1789.
En 1792, en réponse à une enquête, la municipalité de Bodilis répond que le nombre de personnes « qui ont besoin d'assistance » est de 200 (sur 1 881 habitants).
En 1799, il n'y a plus que 46 marchands de toiles à Saint-Thégonnec (mais c'est encore la commune où ils sont les plus nombreux), 26 à Guiclan, 23 à Plouvorn, 16 à Bodilis, 10 à Landivisiau, 4 à Saint-Servais, etc.

### LeXIXesiècle
Yves Mével, recteur de Bodilis entre 1779 et 1804, eût une forte influence, qui perdura longtemps : « les dangers si nombreux qu'encourut le vénérable Y. Mével, les souffrances que parfois il endura pendant les dix années de Terreur, pour procurer à ses compatriotes de Bodilis ainsi qu'aux habitants des paroisses voisines les secours de la Religion, attirèrent visiblement la bénédiction de Dieu sur son ministère. Aussi vit-on bientôt accourir de tous côtés des jeunes gens, la plupart baptisés par M. Mével pendant la Révolution, venant lui demander, au vieux presbytère du Bugn, de leur apprendre les premiers éléments de la langue latine, afin qu'ils puissent, à leur tour et au plus tôt se dévouer au salut des âmes ». Quatorze hommes originaires de Bodilis furent ordonnés prêtres entre 1812 et 1828. Une autre étude relève 38 prêtres originaires de Bodilis depuis le Concordat pendant le XIXe siècle et la liste n'est probablement pas exhaustive. Parmi eux, Jean-Marie Picart fut recteur de Plougar avant de devenir moine bénédictin dans le monastère de Kerbénéat qu'il contribua à fonder.Il aurait découvert un trésor et  c'est lui qui verse en 1876 les 12 000 Frs à Mme et Melle de Rodellec du Portzic, "en partie sans doute avec son propre argent". Ses obsèques, le premier enterrement depuis la fondation du monastère de Kerbénéat eurent lieu le lundi 26/04/1897, en présence d' une trentaine d' ecclésiastiques et de près d' un millier de fidèles. Le 02/04/1903, au milieu de manifestations diverses provoquées par le départ en exil des moines, sa famille, comme le raconte le journal " la Patrie ", vint emporter son corps à Bodilis pour l'inhumer dans la tombe de famille au pied du clocher. Son corps était intact, 6 ans plus tard, ses vêtements sacerdotaux sont à peine jaunis ! On était venus avec une urne pour recueillir ses derniers restes, et il faut retarder l'enterrement pour lui confectionner un cercueil. Sa soeur Jeanne pleurait aux portes de Kerbénéat car on ne voulait pas la laisser rentrer. En 1977 Les moines demandèrent à la famille l' autorisation de le transférer à Landévennec, où la nouvelle abbaye avait été inaugurée en septembre 1958. Ce vénérable religieux eut donc 3 tombes.
A. Marteville et P. Varin, continuateurs d'Ogée, décrivent ainsi Bodilis en 1845 :

« Bodilis, commune formée de l'ancienne trève de Plougars, aujourd'hui succursale. (...) Principaux villages : Kerlergars, Clastrinec, Mousterpaul (voir Plougars pour ce lieu), Creac'h-Quial, Guéletquer, Quinquis, la Vile-Neuve, Creac'h-Hiller. Superficie totale : 2 668 ha, dont (...) terres labourables 1 220 ha, prés et pâturages 141 ha, bois 86 ha, landes et incultes 675 ha (...). Usine : 1. Moulins : 8 (de Kerfeunteniou, de Kerlergars, de Kervennou, du Châtel, de Penguily, du Quinquis. Manoir du Soul. La route royale n° 12, dite de Paris à Brest, traverse la commune de l'ouest à l'est ; sur cette route, le pont de Bodilis est à 39,75 mètres au-dessus du niveau de la mer et le sommet de la côte de Marc'hallan est à 89, 84 mètres. Géologie : le sol repose sur micaschiste. On parle le breton. »

Le pourcentage de conscrits illettrés à Bodilis entre 1858 et 1867 est de 48 %.
Jean Rohou, recteur de Bodilis entre 1873 et 1883, fut un antirépublicain notoire, « redouté des paroissiens par sa violence » et « adversaire déclaré du gouvernement », déclare le sous-préfet de Morlaix. En 1885 une polémique éclata entre M. Guirriec, notaire à Landivisiau, et le maire, Quentric, appuyé par son conseil municipal, de tendance républicaine, à propos de pressions qui auraient été exercées par l'abbé Poulhazan, vicaire à Bodilis, visant à empêcher la désignation du maire et de son adjoint comme délégués sénatoriaux.

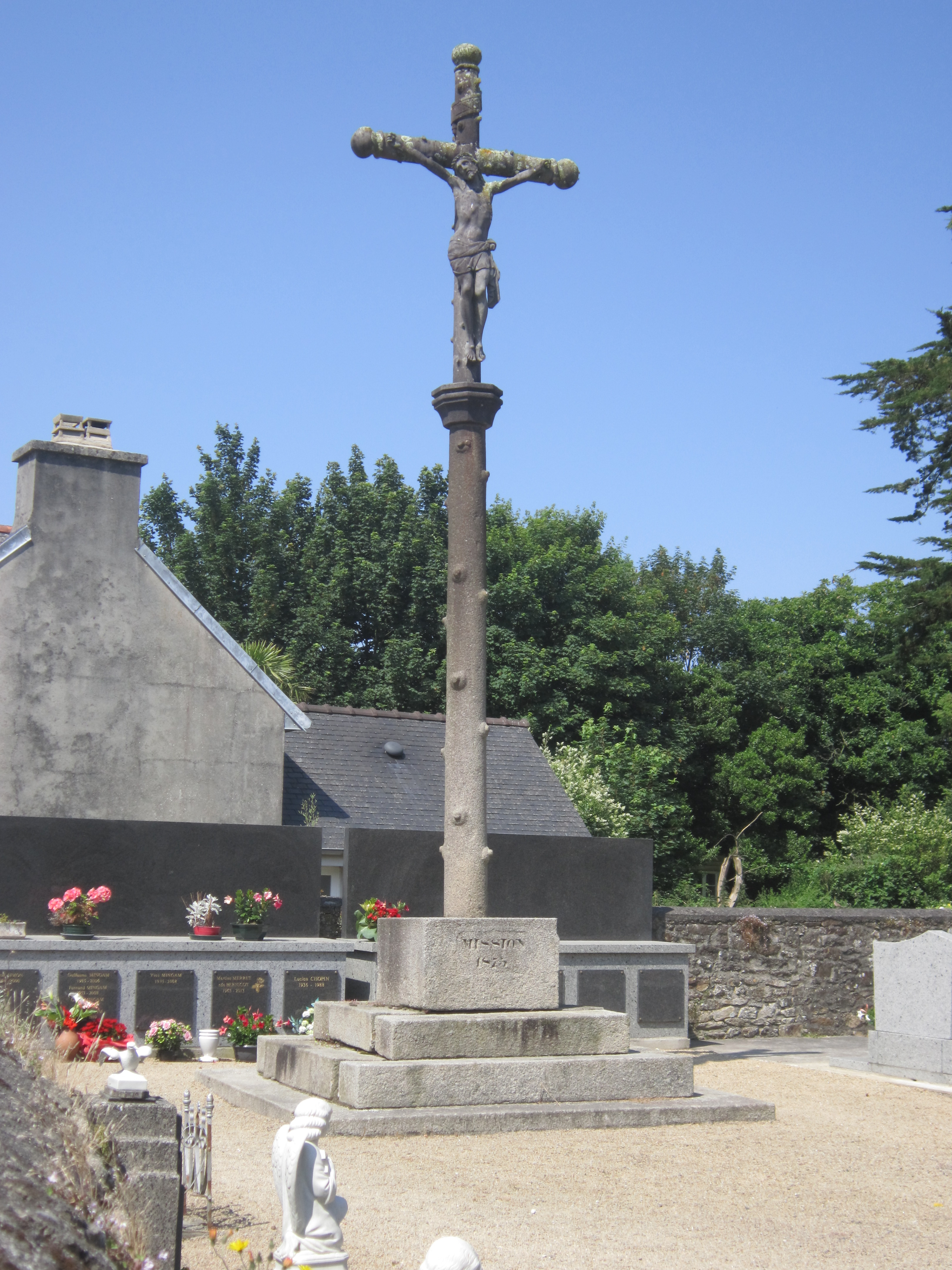
Calvaire érigé lors de la mission paroissiale de 1875.

### LeXXesiècle

#### La Belle Époque
Répondant en 1904 à une enquête de l'inspection académique, Godec, instituteur à Bodilis, écrit qu'« un nombre assez restreint des habitants connaissent le français, même imparfaitement, si l'on excepte les personnes qui connaissent seulement quelques mots usuels sans pouvoir converser du tout. Les enfants au sortir des écoles, les soldats à leur retour du régiment, parlent uniquement breton et oublient bien vite le peu de français qu'ils avaient pu apprendre ».

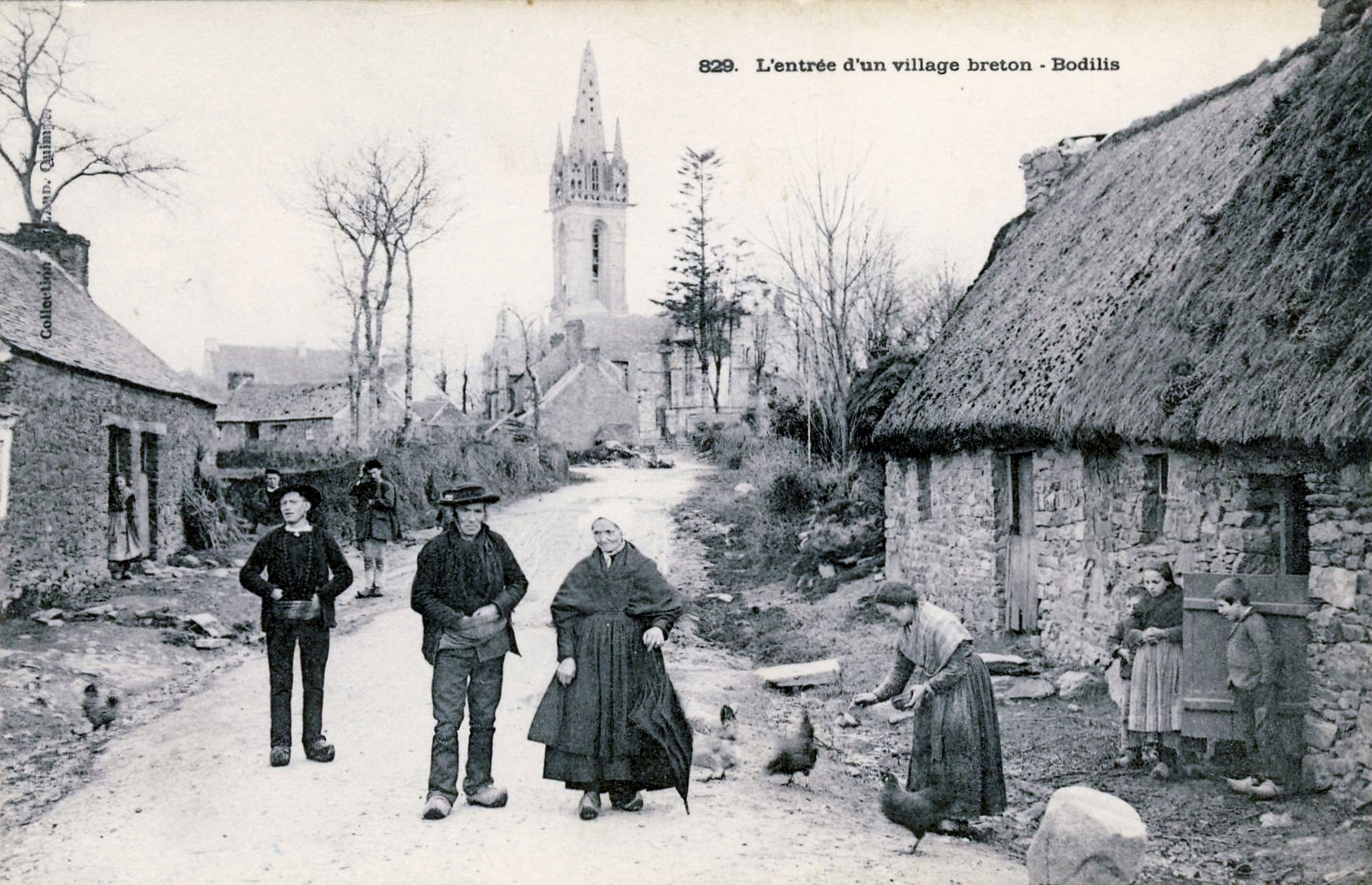
Le bourg de Bodilis vers 1910 (carte postale ND Photo).
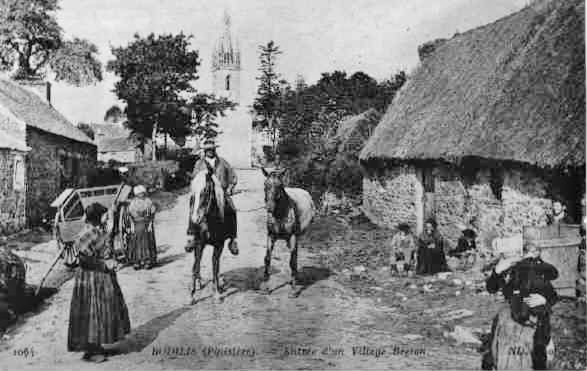
L'entrée du bourg vers 1910 (carte postale ND Photo).

#### La Première Guerre mondiale

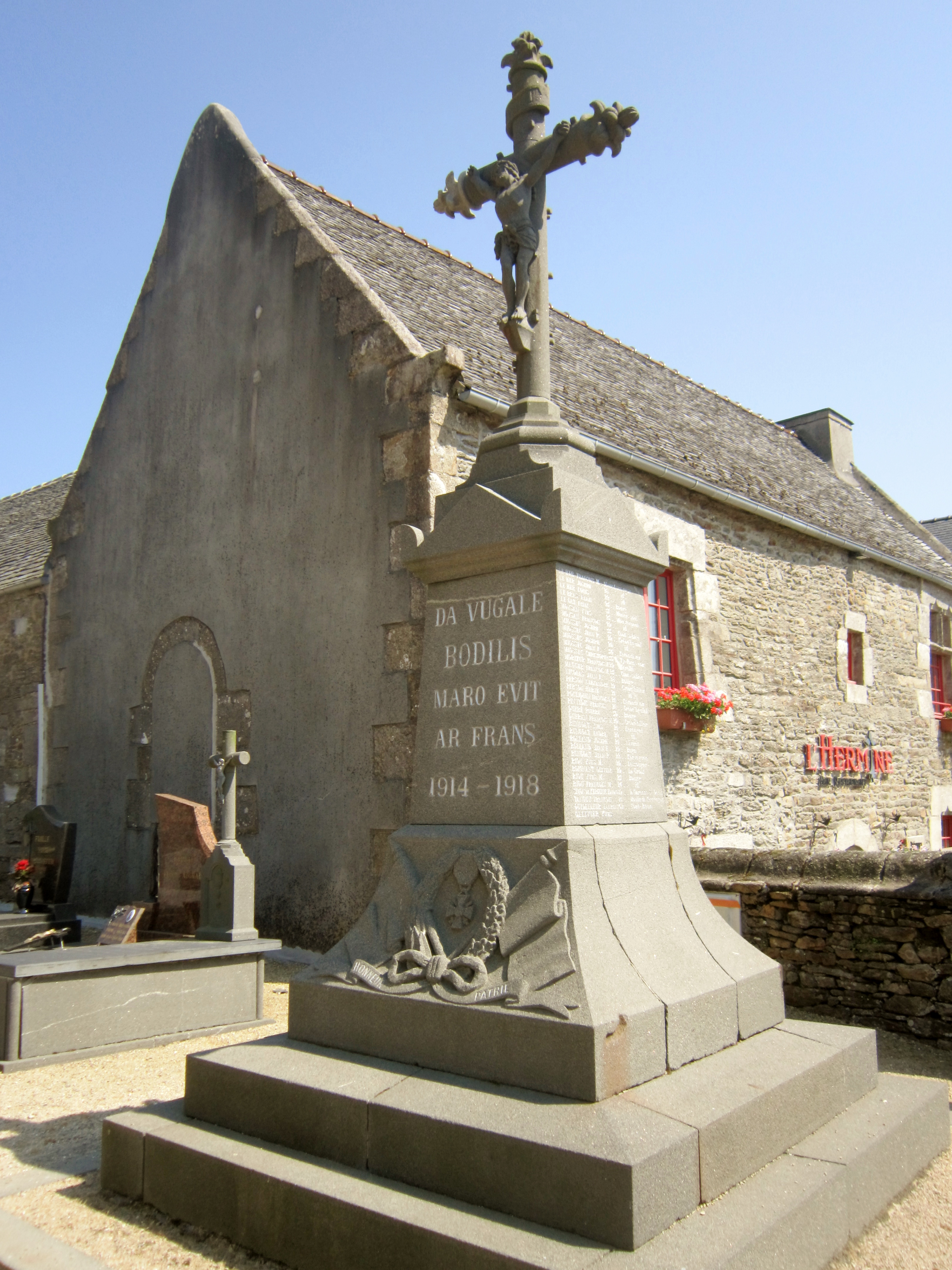
Le monument aux morts de Bodilis.

Le monument aux morts de Bodilis porte les noms de 68 soldats et marins morts pour la France pendant la Première Guerre mondiale : parmi eux un marin (Joseph Diverrez, quartier-maître chauffeur à bord du Natal, disparu en mer lors du naufrage de son bateau le 30 août 1917) ; un soldat au moins est mort sur le front belge (Alain Le Bras, tué à l'ennemi dès le 22 août 1914 à Arsimont, décoré à titre posthume de la Médaille militaire) ; la plupart des autres sont décédés sur le sol français (parmi eux, Vincent Croguennec, soldat au 54e régiment d'infanterie, tué à l'ennemi le 1er août 1918 à Vierzy (Aisne), décoré à titre posthume de la Croix de guerre ; François Riou, matelot fusilier, est mort accidentellement par noyade à Oran (Algérie) le 31 décembre 1918, donc après l'Armistice.

#### La Seconde Guerre mondiale
Le monument aux morts de Bodilis porte les noms de 8 Bodilisiens morts pour la France pendant la Deuxième Guerre mondiale.
Abalain Hervé Marie, né le 17 octobre 1912 - Coatreun - Bodilis, soldat au 101e régiment d'infanterie, est décédé le 10 juin 1940 à Torcy-en-Valois, dans l'Aisne, à l'âge de 27 ans. Il a été cité et décoré de la Croix de guerre.
Simon Marie Marguerite Thérèse, née en 1932 à Paris, trouvera la mort dans l'église d'Oradour-sur-Glane en 1944 à l'âge de 11 ans. Elle y avait été envoyée à l'abri chez ses grands-parents maternels.
Elle était la fille de Jean François Simon 1899-1973 originaire de Bodilis, employé de commerce au Bon Marché à Paris et qui s'était marié en 1927 à Oradour avec Redon Émilie
Guennegan Jean Pierre Marie né le 24 janvier 1907 - Mescam - Bodilis, est décédé le 11 août 1944 - 17 rue du Pont - Brest, à l'âge de 37 ans. Il a été  fusillé par les Allemands en représailles de la fusillade du 8 août. Des preuves de son implication ayant été trouvées à son domicile de la rue du Pont.

#### L'après Seconde Guerre mondiale
Le remembrement donna lieu à des querelles infinies et à des affrontements épiques à Bodilis.
La création de la base aéronavale de Landivisiau entraîna des modifications des limites communales, Bodilis perdant 257 ha en 1956 et 148 ha supplémentaires en 1965 au profit de Landivisiau.

### LeXXIesiècle
En 2 000, la commune comptait 52 exploitations agricoles, 9 commerces, 17 entreprises industrielles, 7 artisanales et 7 de services, regroupées principalement dans la zone d'activités de la Croix des Maltotiers, à proximité de l'échangeur routier de Landivisiau-Ouest.

## Politique et administration

### Jumelages
Holbeton (Royaume-Uni)

## Population et société

### Démographie
L'évolution du nombre d'habitants est connue à travers les recensements de la population effectués dans la commune depuis 1793. Pour les communes de moins de 10 000 habitants, une enquête de recensement portant sur toute la population est réalisée tous les cinq ans, les populations de référence des années intermédiaires étant quant à elles estimées par interpolation ou extrapolation. Pour la commune, le premier recensement exhaustif entrant dans le cadre du nouveau dispositif a été réalisé en 2007.
En 2022, la commune comptait 1 700 habitants, en évolution de +6,05 % par rapport à 2016 (Finistère : +2,16 %, France hors Mayotte : +2,11 %).
| 1793  | 1800  | 1806  | 1821  | 1831  | 1836  | 1841  | 1846  | 1851  |
| ----- | ----- | ----- | ----- | ----- | ----- | ----- | ----- | ----- |
| 1 675 | 1 760 | 1 790 | 1 782 | 1 741 | 1 898 | 1 940 | 2 030 | 1 910 |

| 1856  | 1861  | 1866  | 1872  | 1876  | 1881  | 1886  | 1891  | 1896  |
| ----- | ----- | ----- | ----- | ----- | ----- | ----- | ----- | ----- |
| 1 803 | 1 811 | 1 803 | 1 756 | 1 759 | 1 809 | 1 777 | 1 738 | 1 795 |

| 1901  | 1906  | 1911  | 1921  | 1926  | 1931  | 1936  | 1946  | 1954  |
| ----- | ----- | ----- | ----- | ----- | ----- | ----- | ----- | ----- |
| 1 814 | 1 828 | 1 891 | 1 732 | 1 661 | 1 556 | 1 587 | 1 538 | 1 412 |

| 1962  | 1968  | 1975  | 1982  | 1990  | 1999  | 2006  | 2007  | 2012  |
| ----- | ----- | ----- | ----- | ----- | ----- | ----- | ----- | ----- |
| 1 114 | 1 035 | 1 076 | 1 209 | 1 222 | 1 302 | 1 493 | 1 512 | 1 563 |

| 2017  | 2022  | - | - | - | - | - | - | - |
| ----- | ----- | - | - | - | - | - | - | - |
| 1 609 | 1 700 | - | - | - | - | - | - | - |

Commentaire : La commune reste en 2016, avec 1 603 habitants recensés, un peu moins peuplée qu'elle ne l'était en 1793 (1 675 habitants alors). Le pic démographique a été atteint en 1846 avec 2 030 habitants et le minimum démographique en 1968, après plus d'un siècle d'exode rural avec 1 035 habitants. La commune bénéficie peu démographiquement de sa proximité avec la ville de Landivisiau, la périurbanisation y est restée peu importante.

#### Évolution du rang démographique
| selon la population municipale des années : | 1968 | 1975 | 1982 | 1990 | 1999 | 2006 | 2009 | 2013 |
| Rang de la commune dans le département      | 160  | 153  | 157  | 153  | 150  | 140  | 142  | 143  |
| Nombre de communes du département           | 286  | 283  | 283  | 283  | 283  | 283  | 283  | 283  |

### Enseignement
École privée mixte Notre-Dame (enseignements de la maternelle au CM2).

## Économie

### Revenus de la population et fiscalité
Le nombre de ménages fiscaux en 2013 était de 528 et la médiane du revenu disponible par unité de consommation  de 19 797 €.

### Emploi
En 2014, le nombre total d'emploi au lieu de travail était de 668.
Le taux d'activité de la population âgée de 15 à 64 ans s'élevait à 81,2 % contre un taux de chômage de 5,2 %.

### Entreprises et commerces
En 2015, le nombre d'établissements actifs était de cent quinze dont trente-sept dans l'agriculture-sylviculture-pêche, cinq dans l'industrie, dix-huit dans la construction, quarante-huit dans le commerce-transports-services divers et sept relatifs au secteur administratif.
Cette même année, sept entreprises ont été créées  dont six par des auto-entrepreneurs.

## Culture locale et patrimoine

### Lieux et monuments
La commune de Bodilis compte un certain nombre de bâtiments anciens, notamment dans le bourg, avec l'enclos paroissial et l'église paroissiale Notre-Dame construite au XVIe siècle. Cette église, dont la construction a commencé en 1564, marque un moment extraordinairement créateur où se rejoignent l'essor de l'industrie toilière (principalement du lin), la ferveur mariale pour « Notre-Dame de Bodilis » et l'adoption des modèles artistiques de la Renaissance. Si le chevet aux rampants ajourés (1564) et le clocher (1570), inspiré de celui de Notre-Dame du Kreisker à Saint-Pol-de-Léon sont encore d'inspiration gothique, une nouvelle façon de bâtir inspirée par le château de Kerjean s'impose ensuite et l'église gothique se trouve entourée d'une parure Renaissance d'une extraordinaire profusion : le porche, construit entre 1585 et 1601, est décoré jusque su ses parois extérieures ; le regard de la Vierge, de l'ange de l'Annonciation et les longs visages des Apôtres, impressionnants de hiératisme, accueillent le visiteur ; ils surmontent des bas-reliefs montrant dans un surprenant tohu-bohu un peuple grouillant de visages, de mufles de lions, de masques grotesques, entourés de pilastres, de cartouches et d'entrelacs ; le tout à l'époque était peint. Cette Renaissance foisonnante se retrouve à l'intérieur de l'église avec une centaine de mètres de sablières, 14 poutres et 20 blochets extraordinairement sculptés dans un mélange d'inspiration religieuse, mythologique et profane ; les cinq retables imposent leur belle ordonnance et les paisibles certitudes d'un catéchisme en images. L'église Notre-Dame de Bodilis est classée monument historique par arrêté du 19 novembre 1910 ainsi que plusieurs des statues qu'elle contient.
Un buste féminin aux deux seins proéminents (un putti) est sculpté sur le chevet, côté sud, de l'église ; le clergé s'en servait probablement pour inciter les paroissiens à ne pas succomber aux charmes féminins. L'une des sablières représente une évocation de l'ivresse : à gauche un personnage tiré sur la queue d'une truie qui boit par la clef d'un tonneau (illustration d'un vieux proverbe :  « la truie qui débonde le tonneau », qui évoque les dangers de l'ivresse) ; de l'autre côté du tonneau tenant un récipient tire à boire du même tonneau.

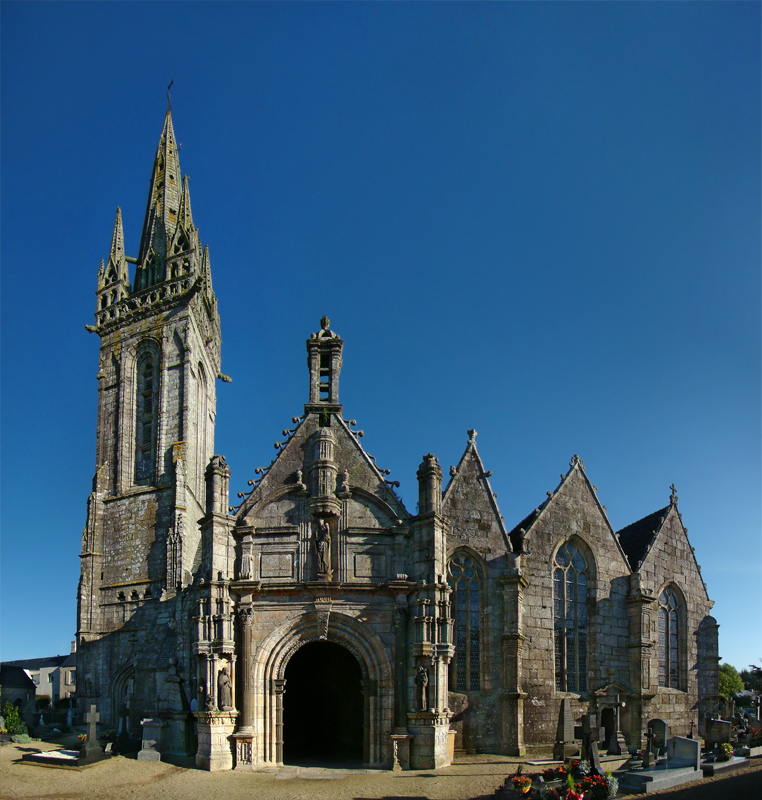
Église Notre-Dame. Vue méridionale d'ensemble.
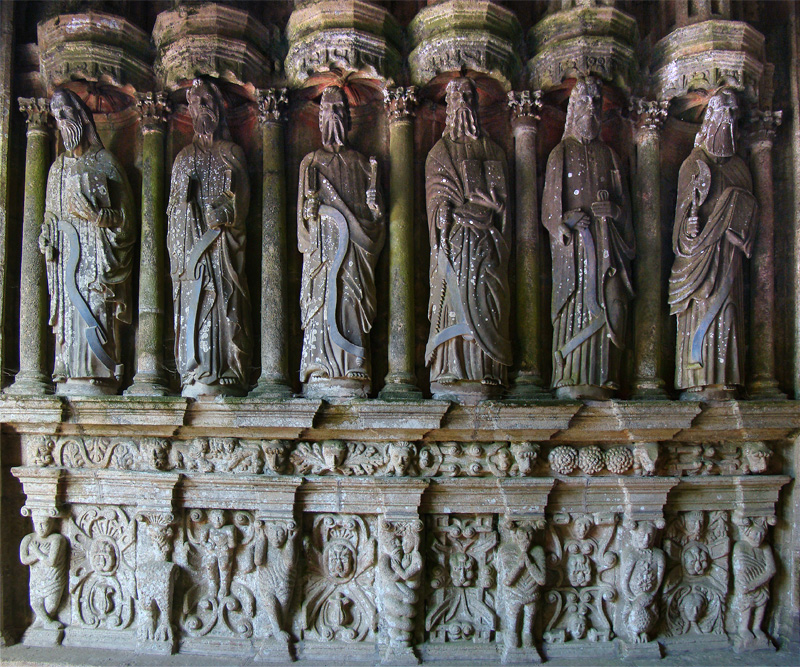
Église Notre-Dame, Le porche, galerie des Apôtres, côté gauche.
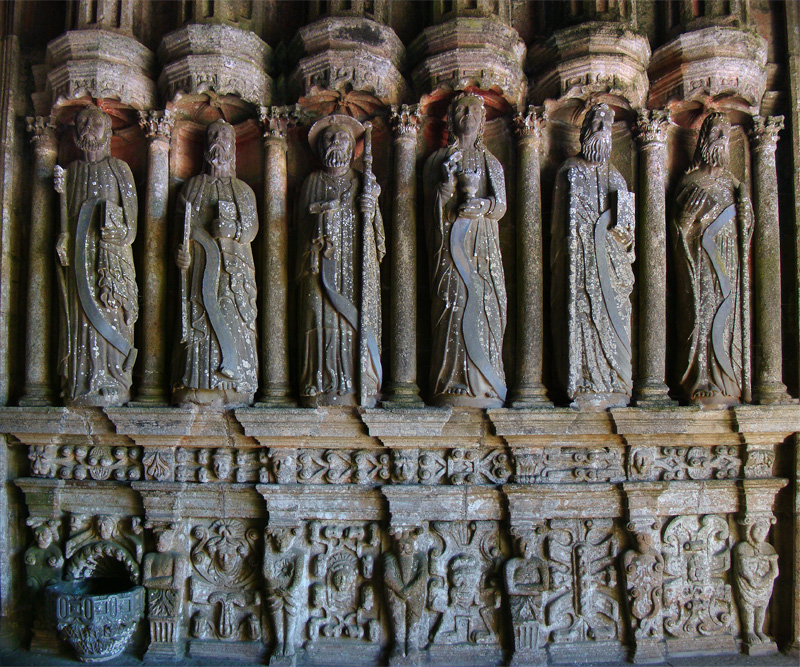
Église Notre-Dame, Le porche, galerie des Apôtres, côté droit.
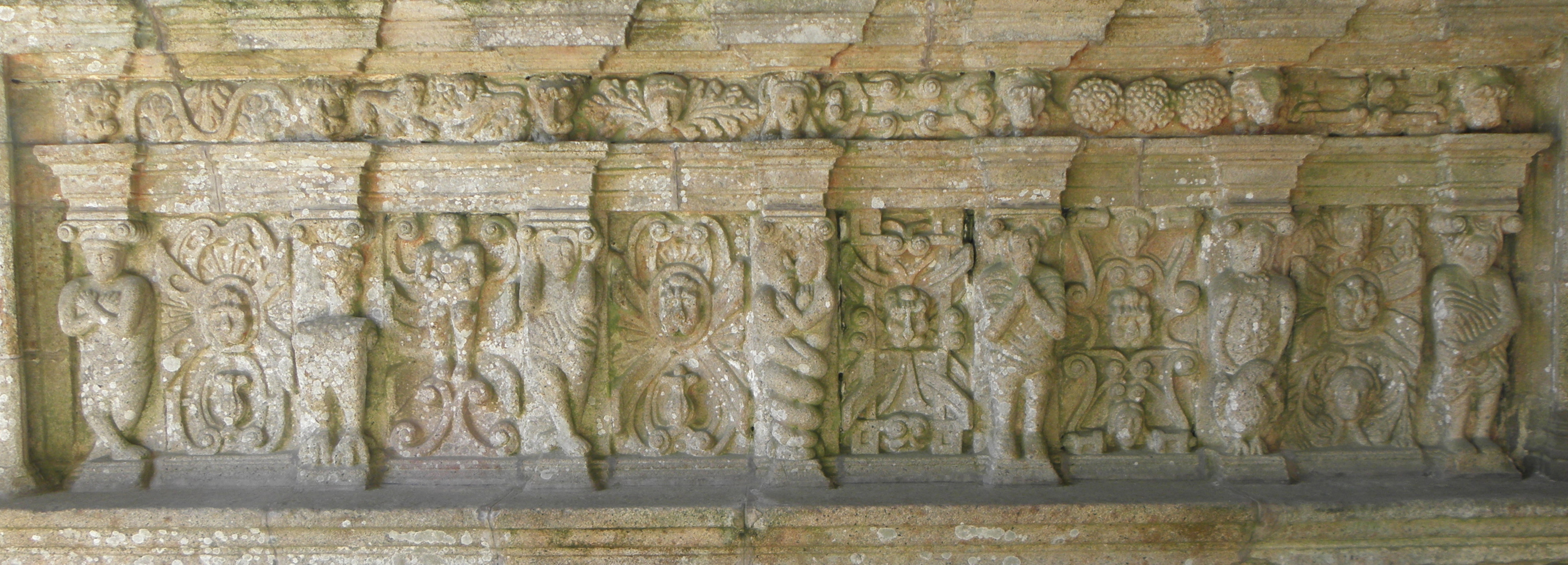
Église Notre-Dame de Bodilis, porche sud, soubassement de la galerie des apôtres, côté ouest, vue d'ensemble.
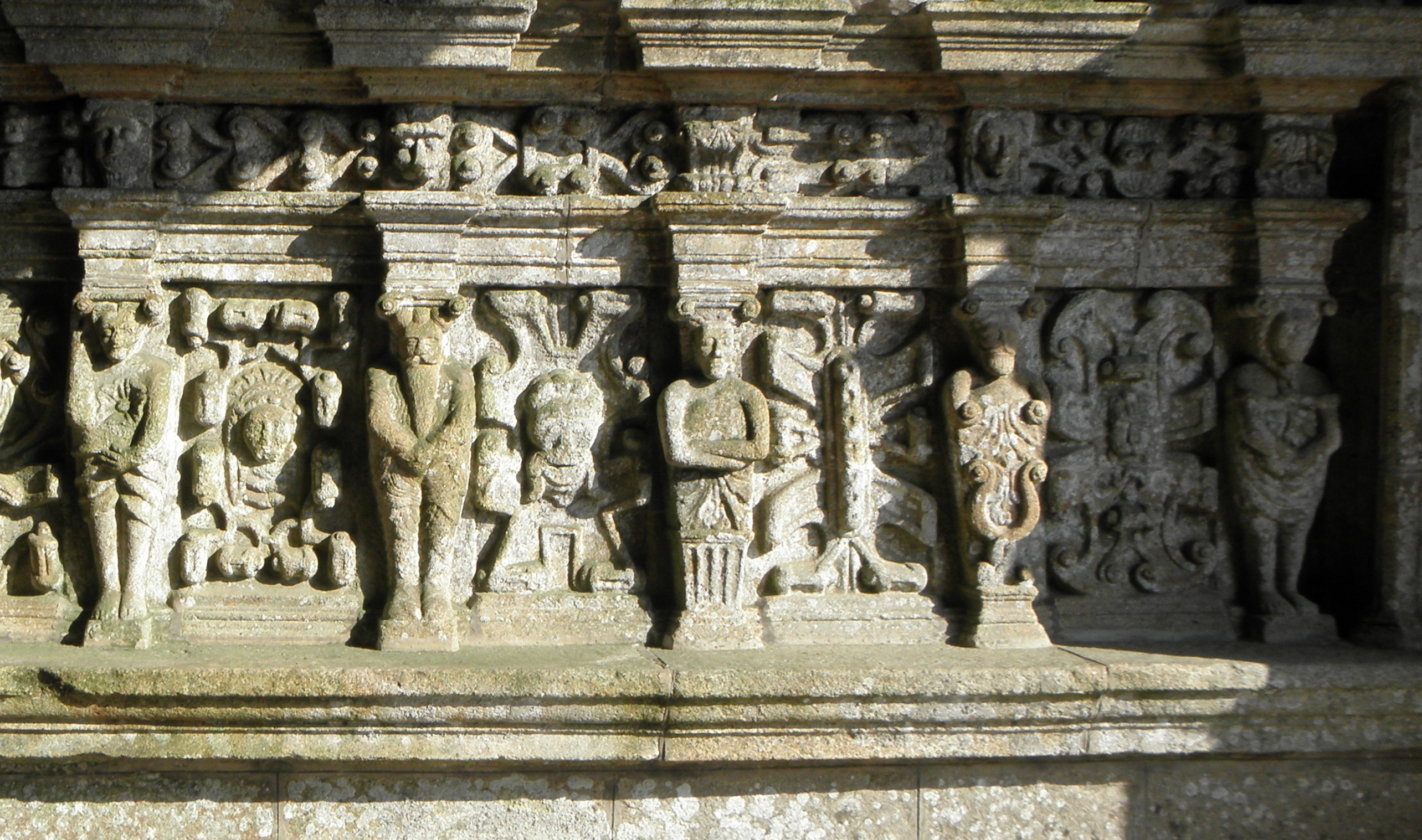
Église Notre-Dame de Bodilis, porche sud, soubassement de la galerie des apôtres, côté est, vue d'ensemble.
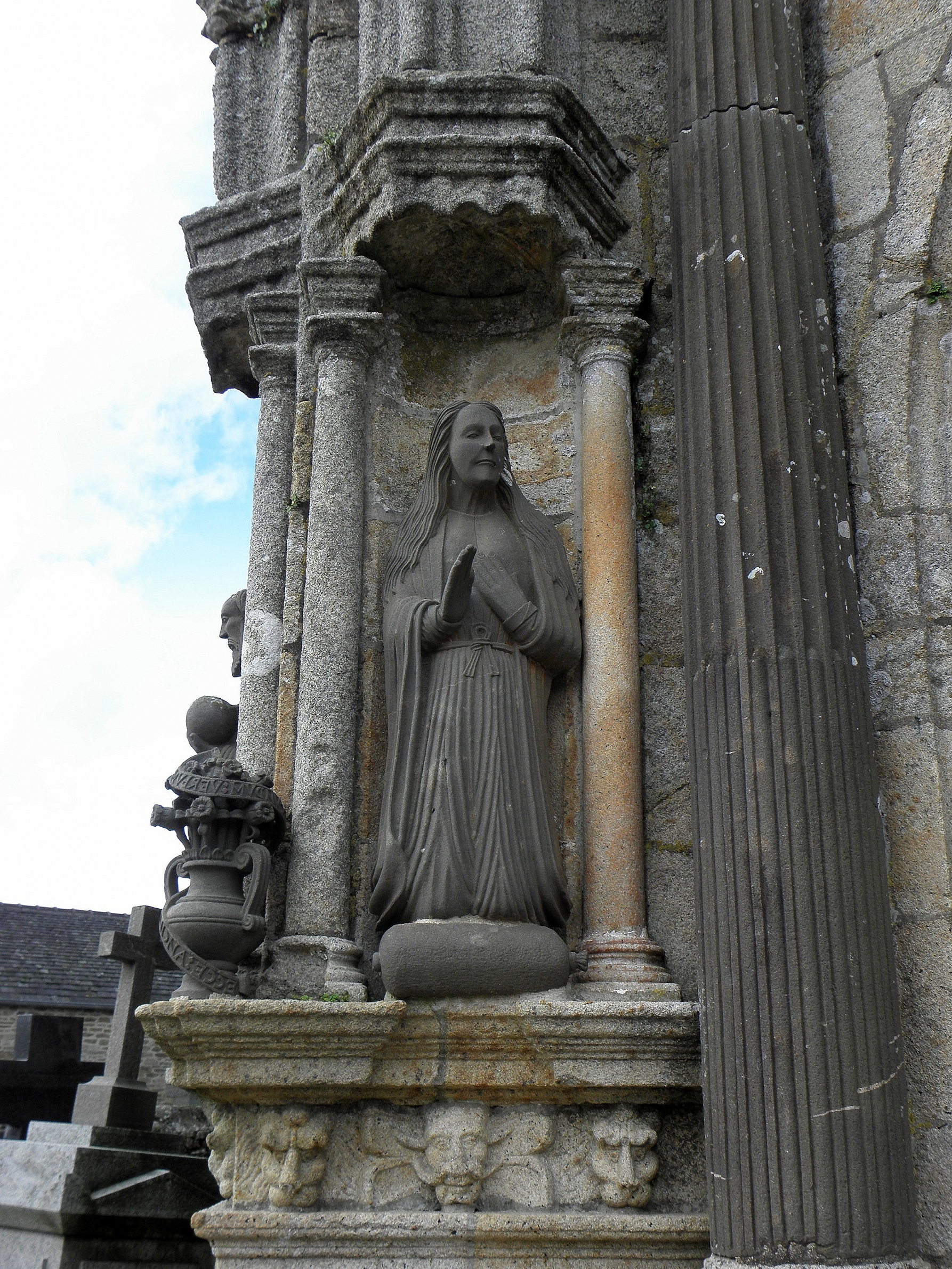
Église Notre-Dame de Bodilis, porche sud, groupe de l'Annonciation, la Vierge Marie.
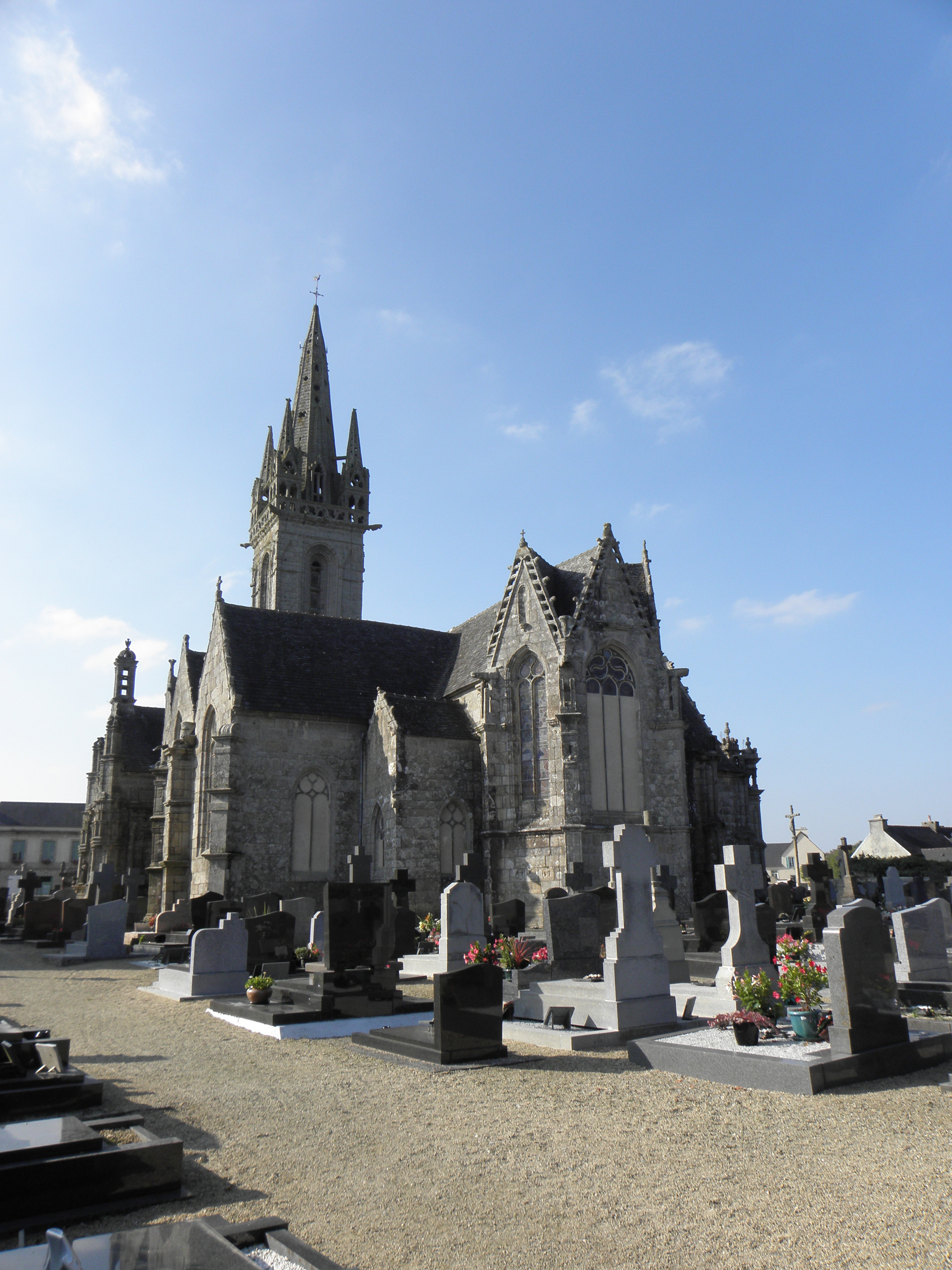
Église Notre-Dame de Bodilis, le chevet.
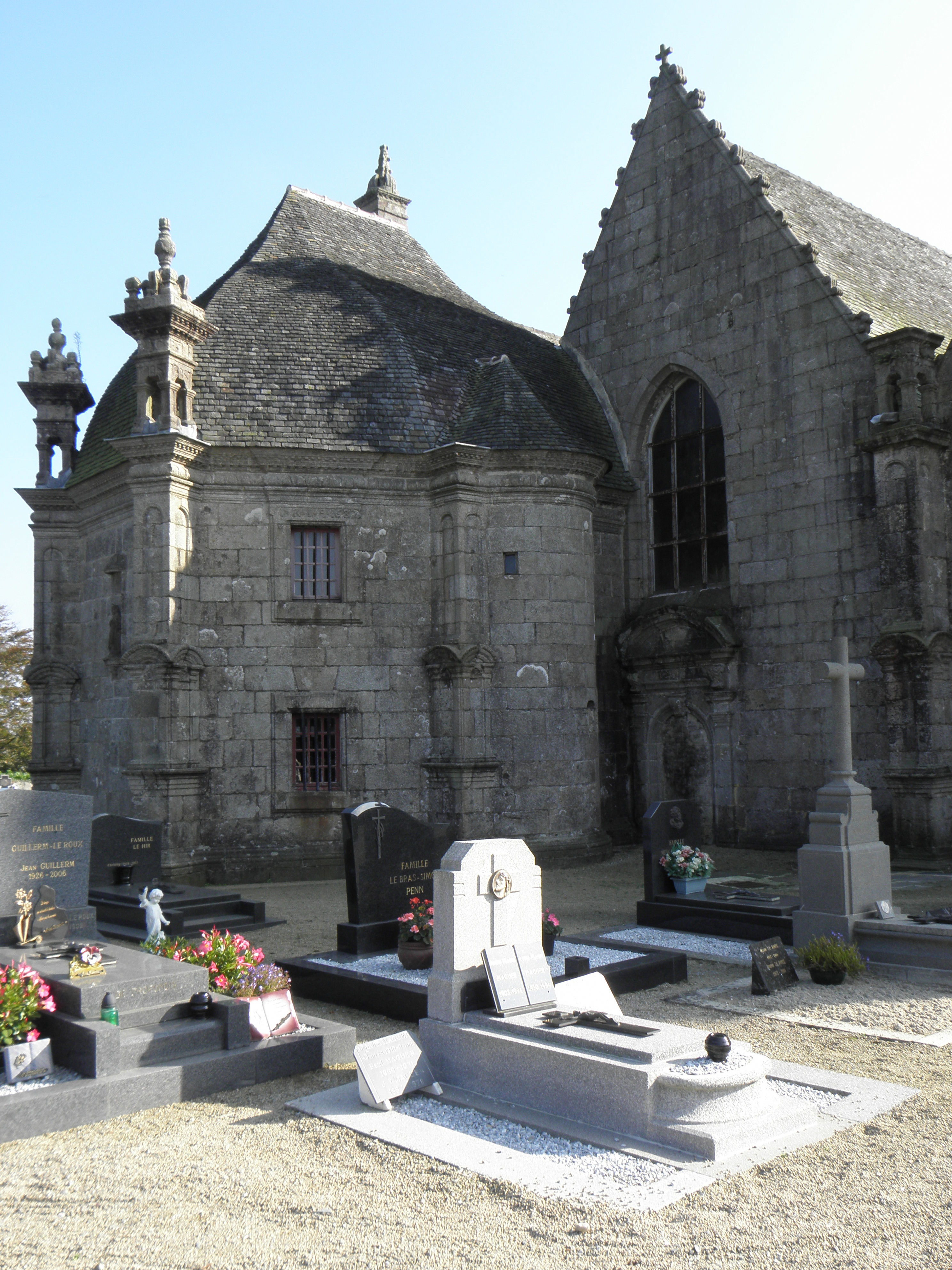
Église Notre-Dame de Bodilis, la sacristie.

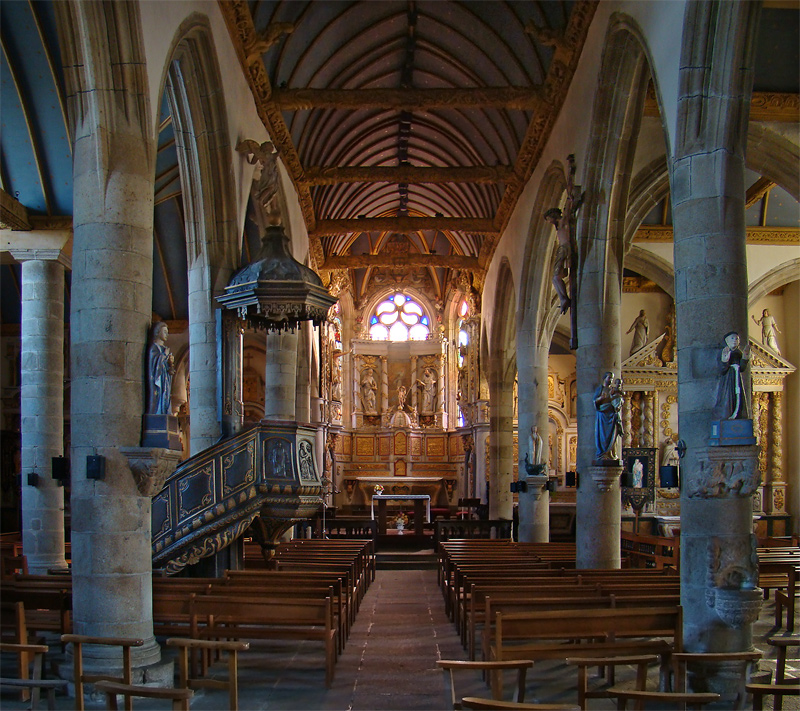
Église Notre-Dame, La nef et le chœur.
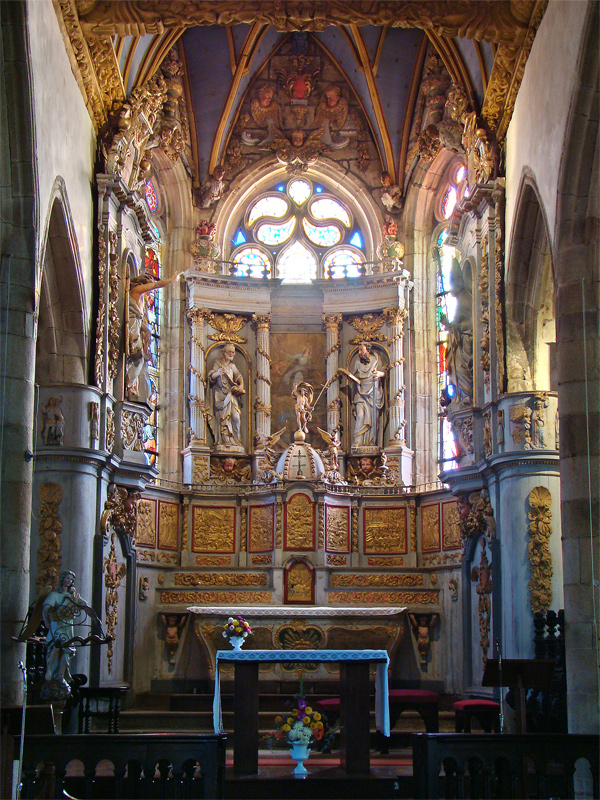
Église Notre-Dame, Le maître-autel.
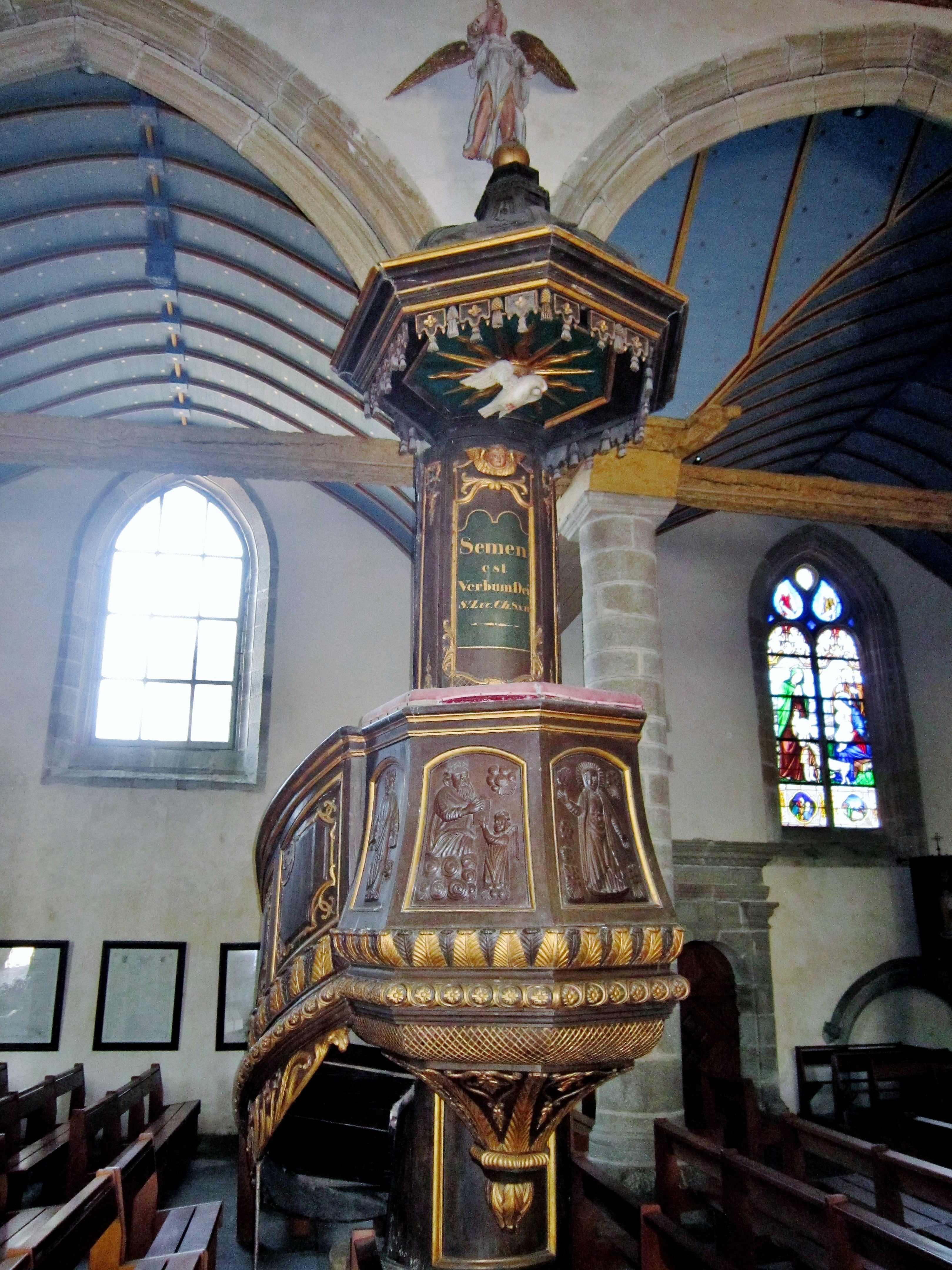
Église Notre-Dame de Bodilis, la chaire à prêcher.
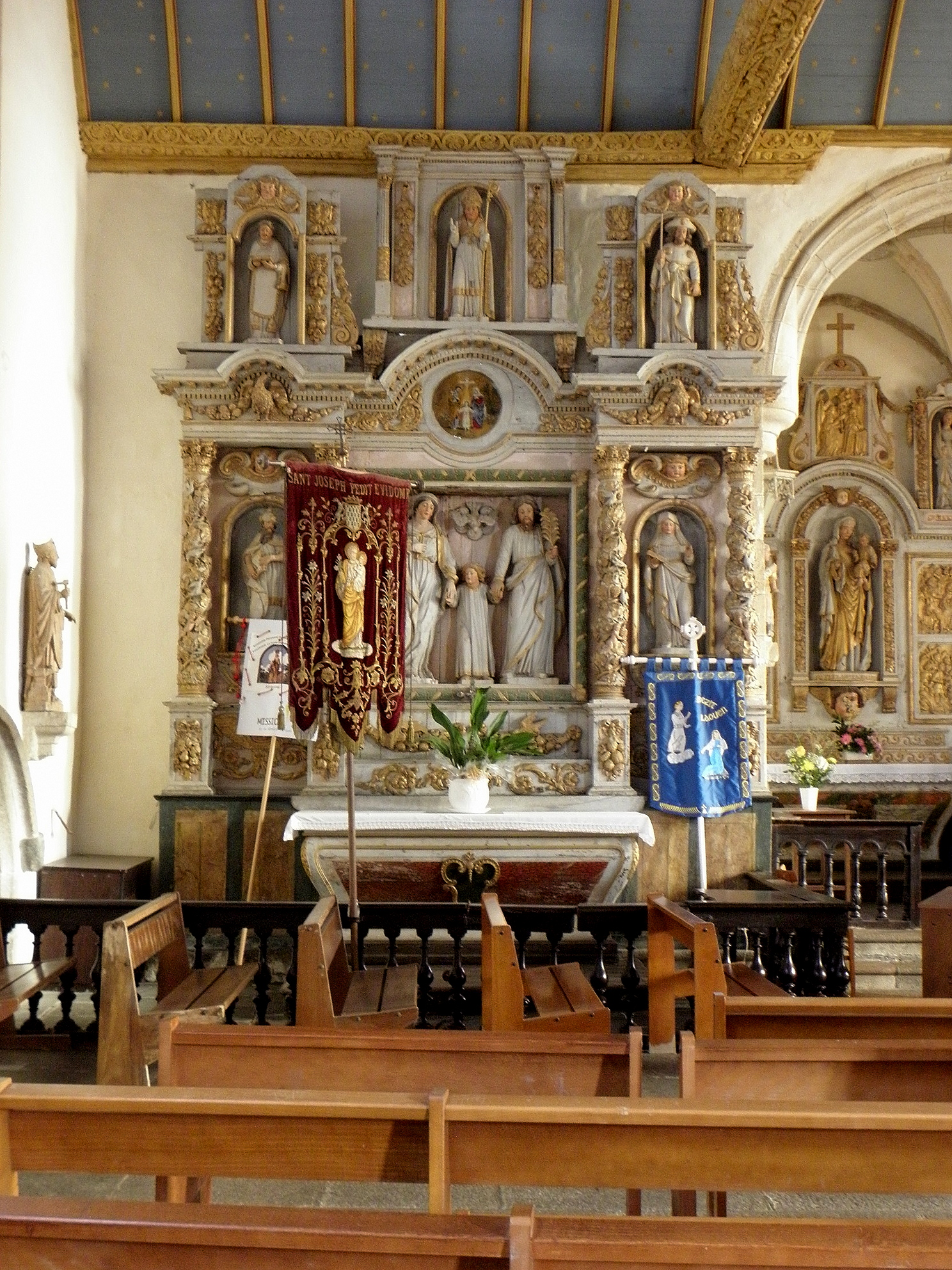
Église Notre-Dame de Bodilis, autel et retable de la Sainte Famille, vue d'ensemble.
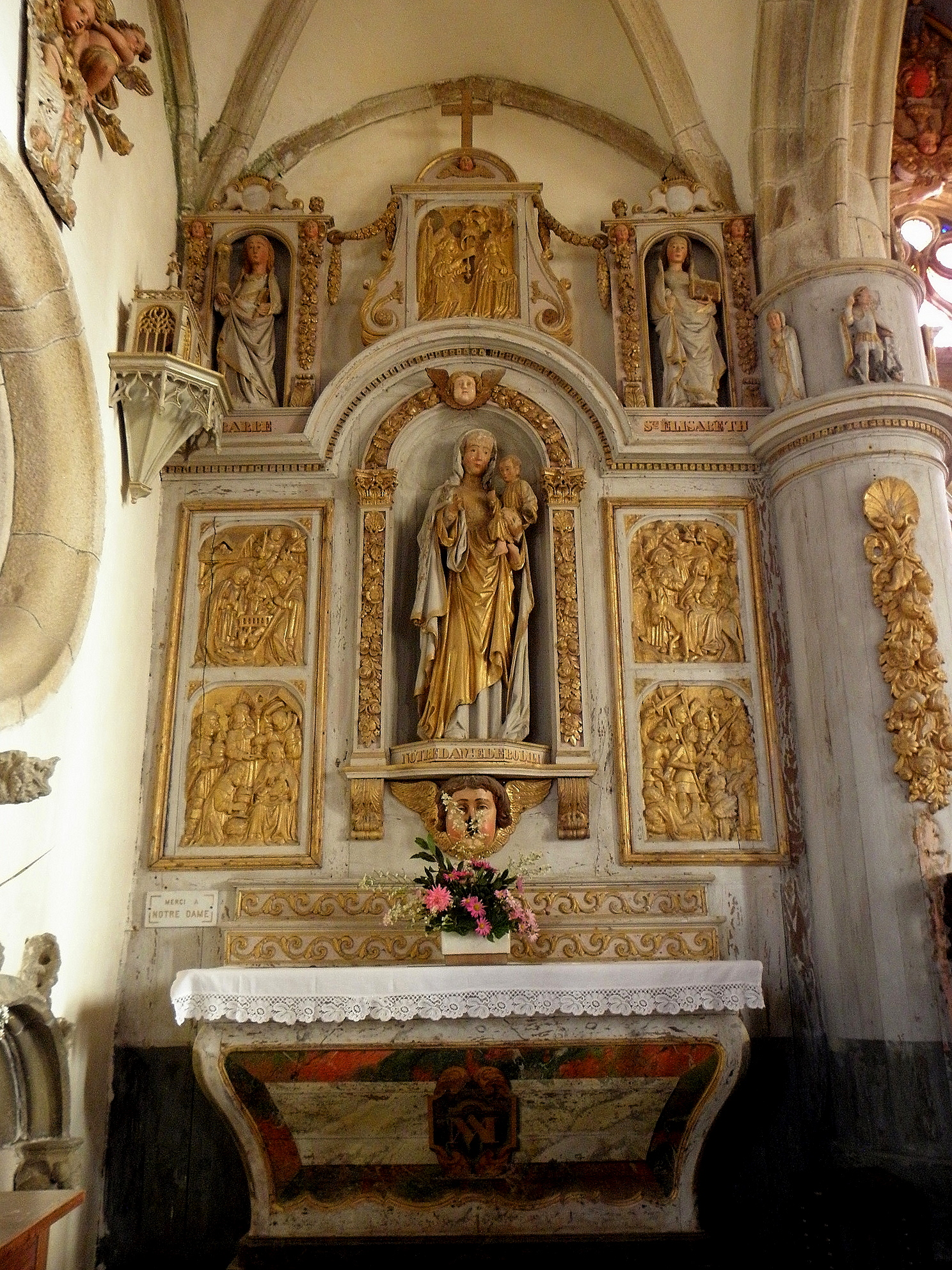
Église Notre-Dame de Bodilis, autel et retable de la Vierge, vue d'ensemble.
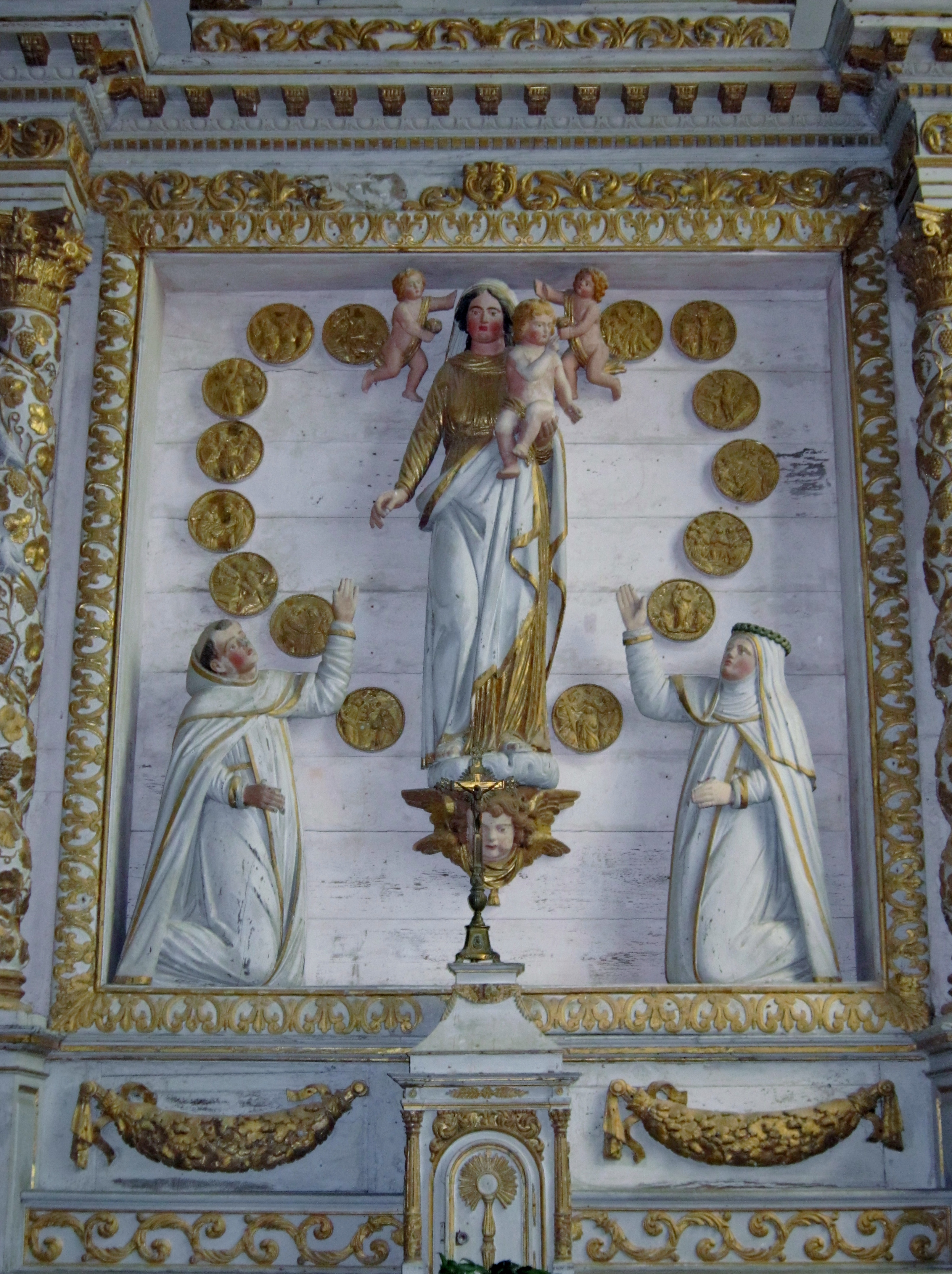
Église Notre-Dame de Bodilis, retable du Rosaire, vue d'ensemble.
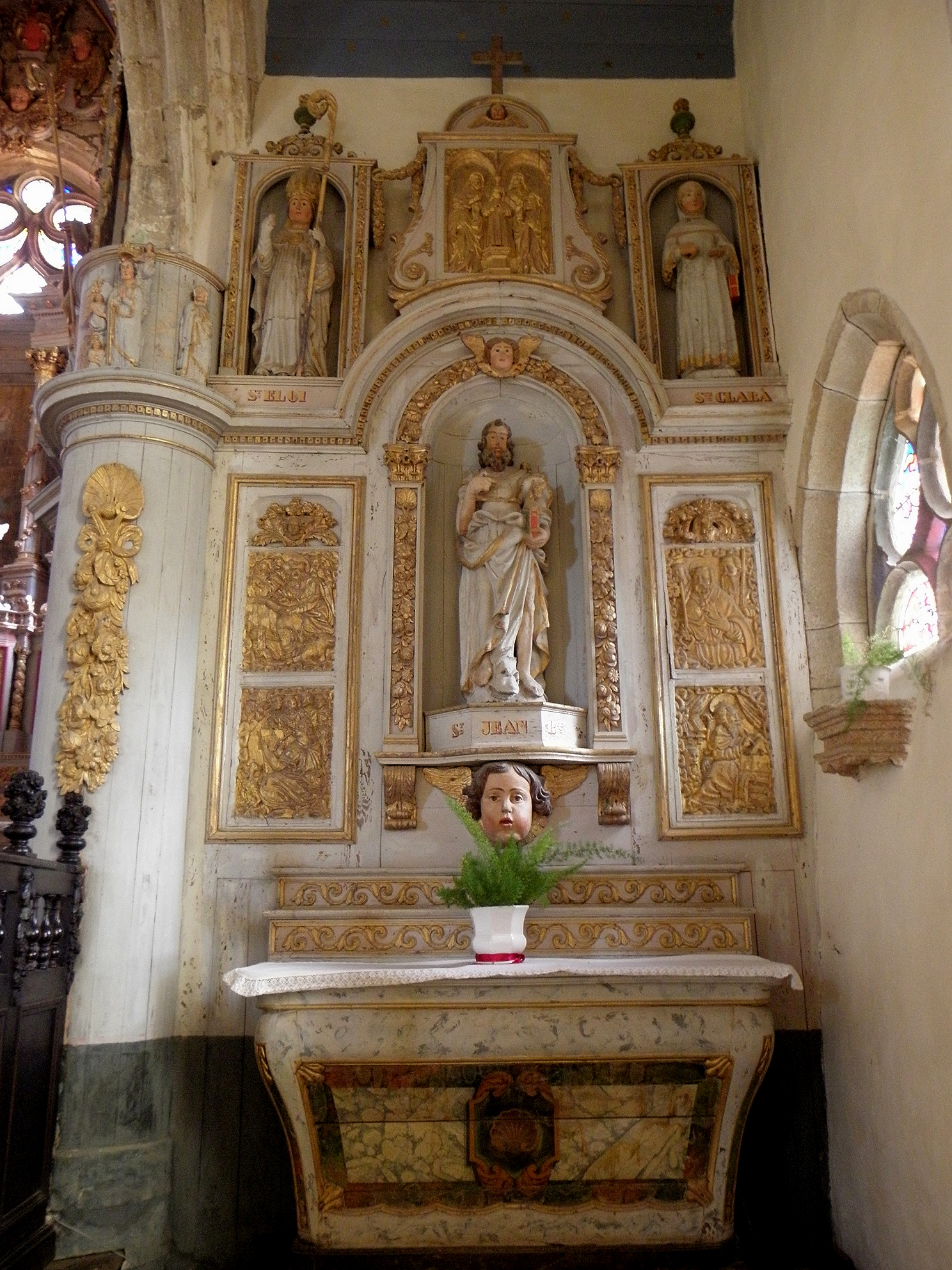
Église Notre-Dame de Bodilis, retable de Saint-Jean-l'Évangéliste, statue de saint Jean-l'Évangéliste.
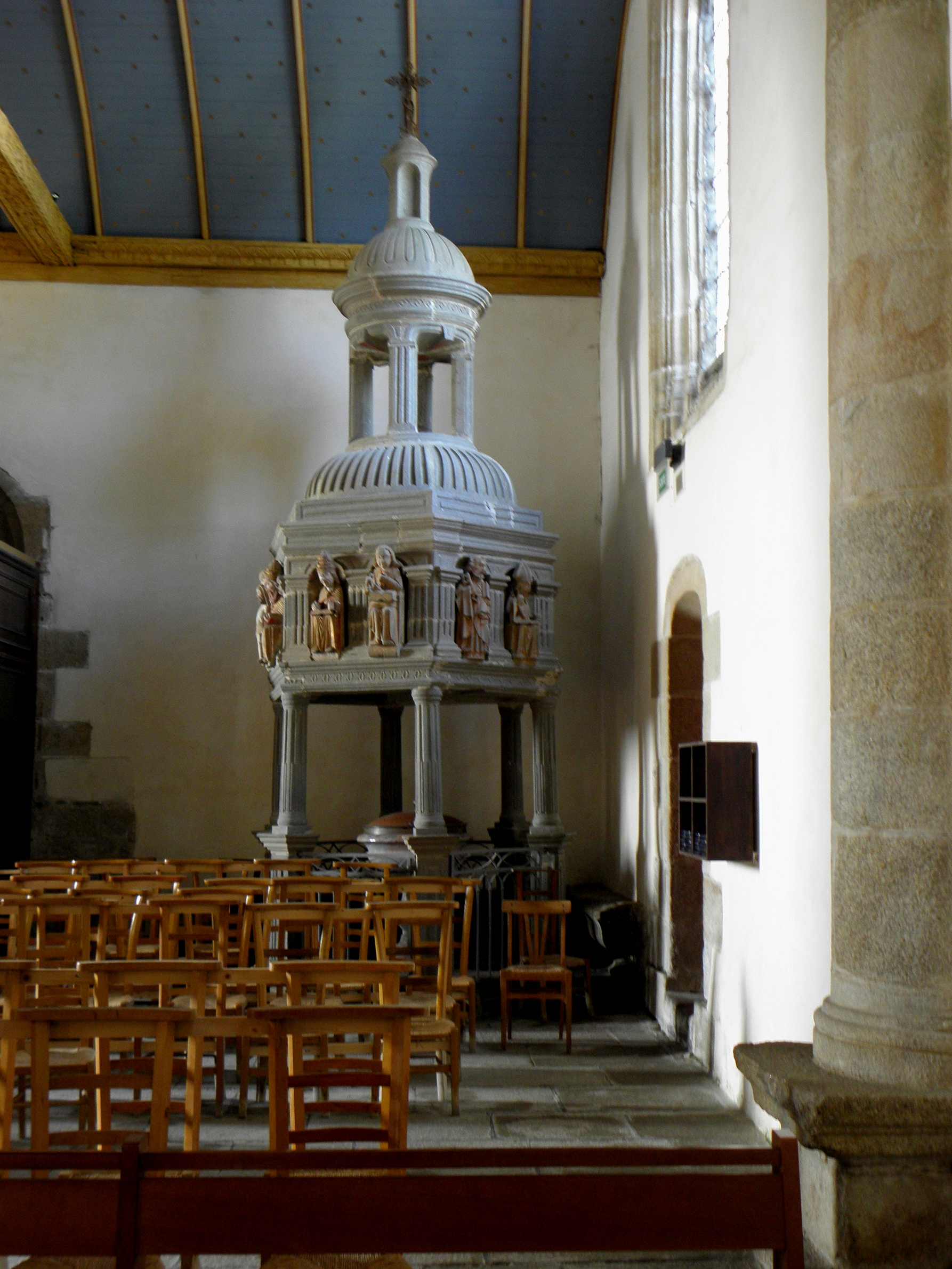
Église Notre-Dame de Bodilis, les fonts baptismaux.
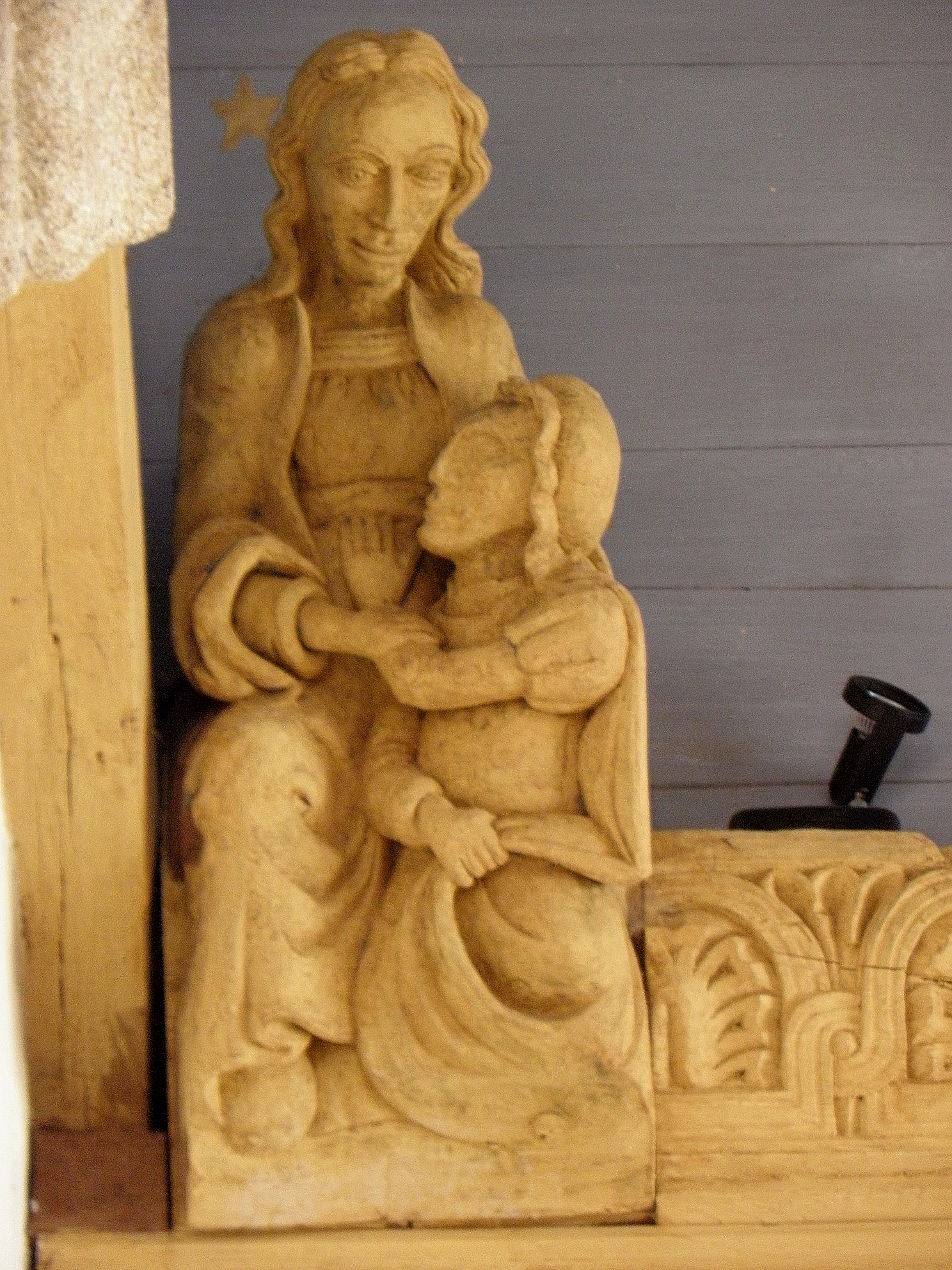
Église Notre-Dame de Bodilis, un blochet (Visitation).

- Plusieurs autres constructions datant du XVIe siècle entourent la place de l'Église, notamment le Café de l'Hermine, ancienne auberge fréquentée déjà du temps des foires de Coatsabiec.
- La fontaine de la Vierge Noire, dite aussi fontaine de Pont an Ilis, possède une statue de la Vierge datant du XVIe siècle en kersantite, due à l'atelier de Roland Doré[55]. Selon la tradition, à la fin du XIXe siècle encore, la fontaine avait la propriété d'indiquer aux amoureux si leur fiancée avait conservé sa virginité : il fallait que l'homme parvienne à dérober l'épingle la plus voisine de son cœur qui fermait la collerette de la jeune fille ; il la posait sur la surface de l'eau : si l'épingle surnageait, cela signifiait que la jeune fille était encore pucelle[56].
- 14 calvaires sont disséminés sur le territoire de Bodilis, notamment ceux de Kerfeunteniou (il date de 1681) et Croaz ar Burzun (dit aussi Croaz ar Vuzul), situé à Kerellé, lequel est orné sur son socle carré d'une navette de tisserand, mais qui est en partie décapité[57].

### Personnalités liées à la commune

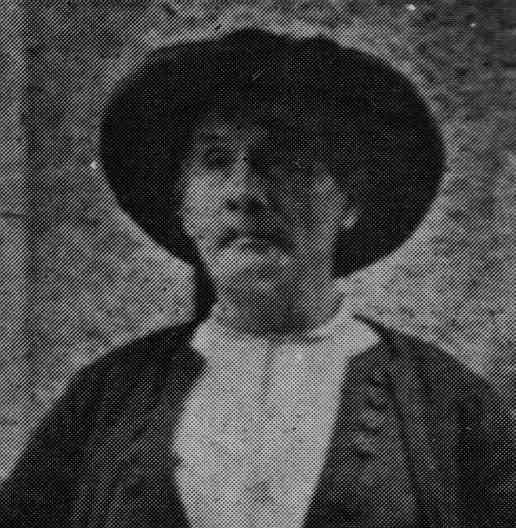
Loeiz ar Floc'h.

- Le barde Jean-Louis Floc'h, dit Loeiz ar Floc'h, né le 2 novembre 1867 à Bugne en Bodilis, décédé le 26 décembre 1936 à Lesneven, a raconté sa vie et ses nombreux métiers (il fut séminariste, sabotier, employé des chemins de fer, apiculteur, marchand ambulant de livres et de plantes médicinales) dans un livre en langue bretonne intitulé Va zamm buhez (« Mon morceau de vie »), édité en 1935. Il s'illustra surtout par sa contribution au renouveau de la culture et de la littérature bretonnes, participant au gorsedd des druides. Il est l'auteur de comédies et de contes rédigés dans un breton populaire et truculent. Il entretint des relations épistolaires avec les gens les plus en vue du mouvement breton.
- Le nom Bodilis est aussi entré dans la postérité de par la renommée internationale du réalisateur de films pornographiques Hervé Bodilis.